# هتل (فیلم ۲۰۰۱)
هتل (انگلیسی: Hotel) فیلمی به کارگردانی مایک فیگیس است که در سال ۲۰۰۱ منتشر شد.

## چکیده داستان
این فیلم از چهار داستان تشکیل شده‌است که در هتل بزرگ ونیزی رخ می‌دهند: فیلمبرداری یک فیلم، نسخه ای از دوشس آمالفی، گزارش تیمی از روزنامه نگاران در مورد همین فیلم، یک عمل جراحی مرموز و جلسه شکنجه در زیرزمین هتل. صفحه نمایش به چهار قسمت تقسیم می‌شود به طوری که داستان‌های مختلف به‌طور همزمان پخش می‌شوند.

## بازیگران
- سلما هایک
- سافرون باروز
- والنتینا چروی
- آندریا دی استفانو
- برت رینولدز
- کیارا ماسترویانی
- دنی هوستون
- دیوید شویمر
- جیسون ایساکس
- جان مالکوویچ
- جولیان سندز
- لائورا مورانته
- لوسی لیو
- مارک استرانگ
- ماکس بیسلی
- اورنلا موتی
- ریس آیفنز
- والریا گولینو